# مأوى فوقاني
مأوى فوقاني قرية سوريّة تتبع إداريّاً لمحافظة حلب منطقة عين العرب ناحية الجلبية، بلغ تعداد سكانها 1,076 نسمة حسب التعداد السكاني لعام 2004.